# Festival international d'art pyro-mélodique de Royan

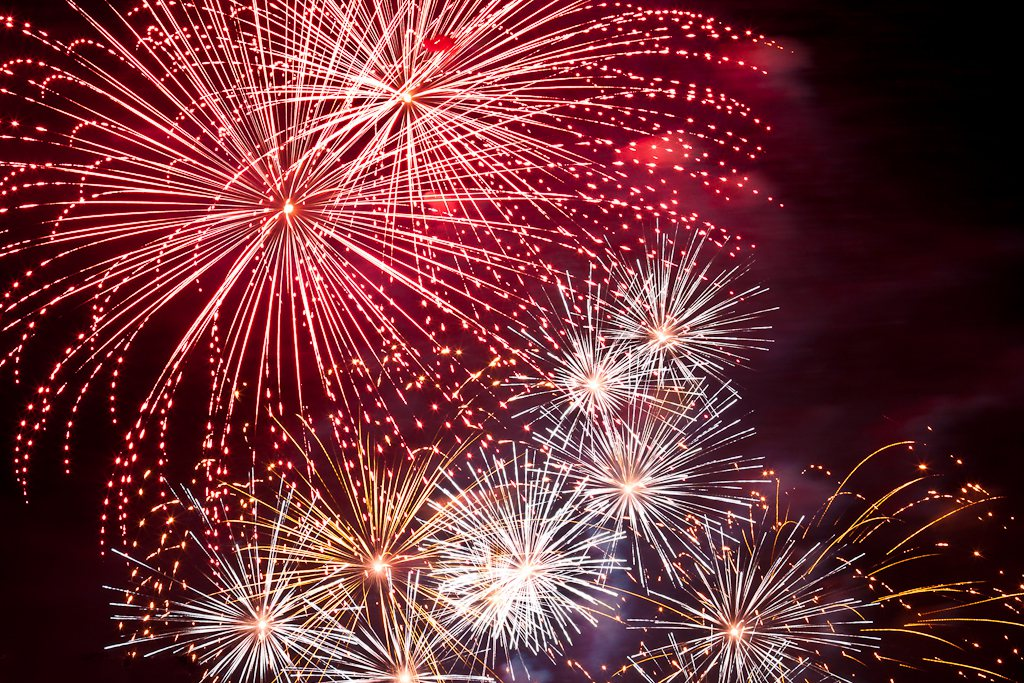
Feu d'artifice au-dessus de la plage de la Grande-Conche.

Le festival international d'art pyro-mélodique de Royan est l'un des principaux rendez-vous de la saison touristique à Royan, une station balnéaire de Charente-Maritime. Il succède en 2015 au festival pyro-symphonique de Royan, créé en 1989 et organisé traditionnellement au soir du 15 août, attirant environ 100 000 spectateurs à chaque édition. Il se veut le continuateur du Festival international d'art et de pyrotechnie de Saint-Palais-sur-Mer, qui s'est tenu dans la ville voisine de Saint-Palais-sur-Mer de 2002 à 2013.

## Le spectacle

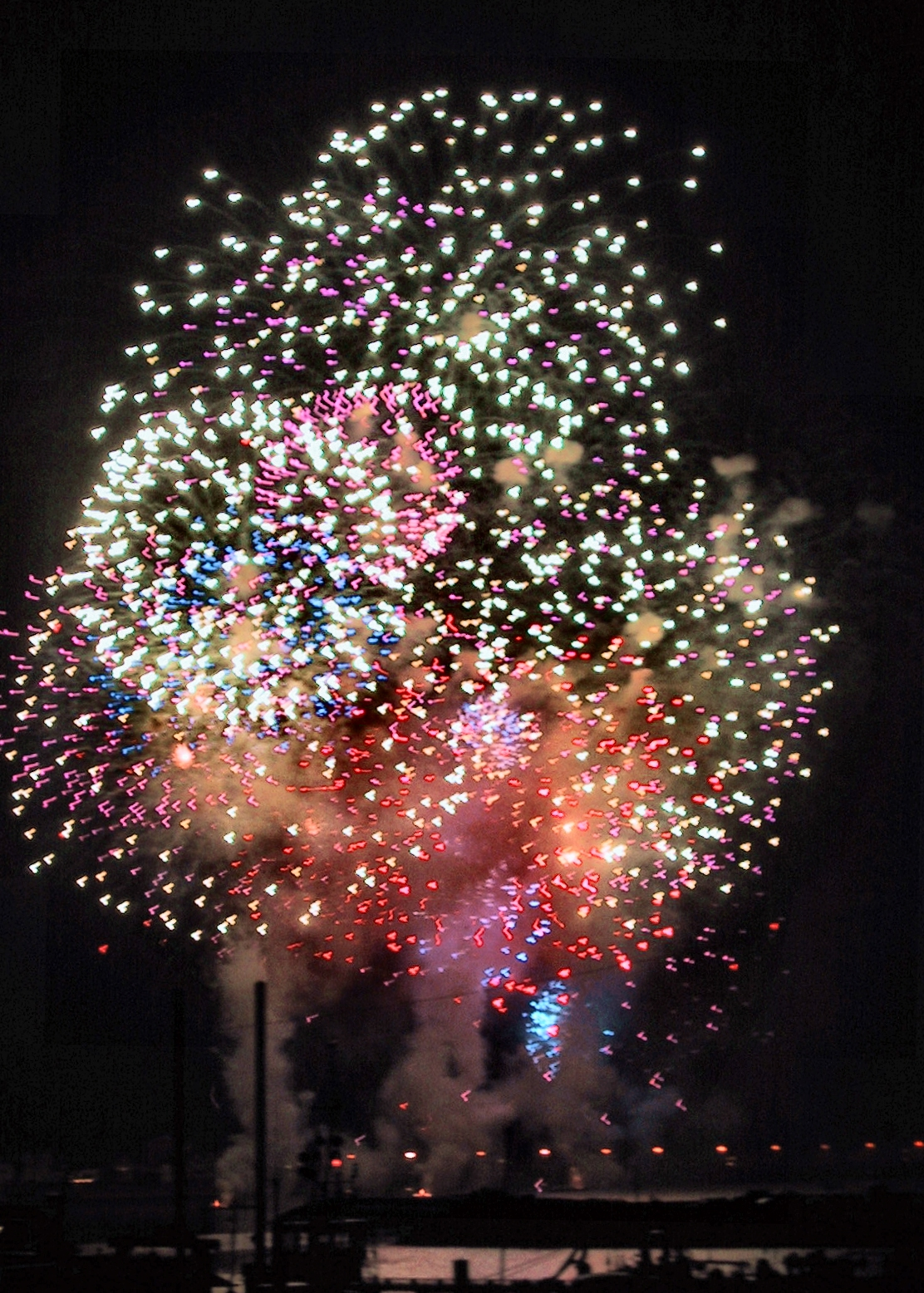
Le spectacle du 15 août à Royan.

Le spectacle Pyro-Symphonique de Royan voit le jour en 1989 : il s'agit alors pour la municipalité de clore symboliquement la saison estivale par une grand feu d'artifice, tiré depuis la plage de la Grande-Conche, la plus importante plage de la ville. Sa conception est à l'origine l'œuvre de Daniel Szabo, entouré d'une équipe de collaborateurs et de techniciens; les fusées sont alors tirées depuis le bord de mer, avant que pour des raisons de sécurité il ne soit décidé de les tirer depuis des barges quelques années plus tard. Chaque année, le spectacle est conçu autour d'une thématique, généralement en rapport avec l'histoire de la région ou de la ville, les légendes locales ou encore le folklore saintongeais. Durant un peu plus d'une heure, le spectacle mêle effets pyrotechniques et musique symphonique, tandis qu'un texte se rapportant à la thématique choisie est diffusé. Si à l'origine, le texte était lu en direct, il est désormais enregistré en studio numérique et diffusé au moment opportun, ce qui permet une synchronisation optimum. Musique et textes sont diffusés par un système de sonorisation représentant environ 150 kW, ce qui permet une écoute confortable dans un rayon de près d'un kilomètre. Pendant toute la durée du spectacle, ce sont plusieurs tonnes de pièces pyrotechniques qui sont ainsi tirées. Au fil des ans, de nombreux effets spéciaux ont été incorporés au spectacle, consistant en l'utilisation de lasers (de type YAG de 60 W, l'un des plus puissants utilisés à ce jour), jets d'eau, effets de flamme ou encore écrans d'eau " queue de paon ".  
Les festivités du 15 août démarrent traditionnellement le soir par une sardinade, c'est-à-dire un repas de sardines grillées. Celle-ci se tient invariablement sur la place du marché central, au son d'orchestres traditionnels.
Dès 21 heures, le trafic est jugulé par les forces de l'ordre, afin de limiter au maximum les encombrements.
À 23 heures, le spectacle commence, ne prenant généralement pas fin avant minuit. Celui-ci se prolonge ensuite par un grand bal, qui clôt la soirée. À l'origine, celui-ci se tenait sur la place Charles-de-Gaulle, principale place de la ville ; depuis quelques années, il se tient sur la place du Marché.

## Organisation
L'organisation de ce spectacle est minutieusement préparée plusieurs jours à l'avance : ce sont ainsi près de 50 techniciens, aidés des services municipaux, qui s'affairent trois jours avant le début du spectacle.
En 2007, exceptionnellement, le spectacle a dû être annulé à cause d'une tempête et de pluies diluviennes.